# Ängsvik träsk
Ängsvik träsk (finska: Niittylampi) är en sjö i Kyrkslätts kommun i Finland.   Den ligger i landskapet Nyland, i den södra delen av landet, 30 km väster om huvudstaden Helsingfors. Ängsvik träsk ligger 11 meter över havet. Arean är 96 hektar och strandlinjen är 9,24 kilometer lång. Sjön  ingår i Finska vikens kustområde. 